# Пиротехника

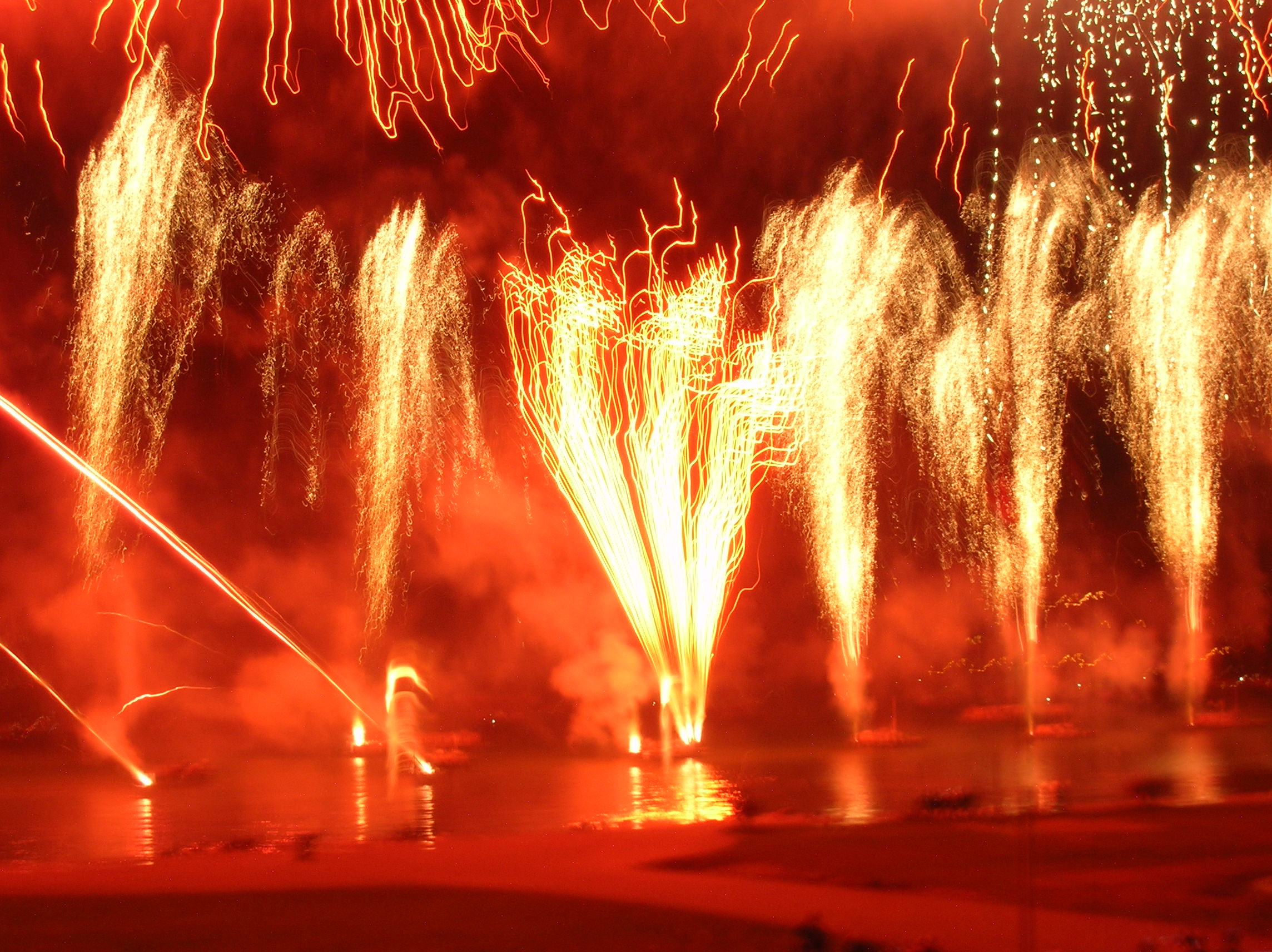
Фейерверк.

Пироте́хника, устар. пиротехния (др.-греч. πῦρ «огонь, жар» + τεχνικός от τέχνη «искусство, мастерство, умение») — отрасль техники, связанная с технологиями изготовления и применением горючих составов и снаряжаемых ими изделий.
Пиротехнический состав — смесь компонентов, обладающая способностью к самостоятельному горению или горению с участием окружающей среды, генерирующая в процессе горения газообразные и конденсированные продукты, тепловую, световую и механическую энергию и создающая различные оптические, звуковые, дымовые, электрические, барические и иные специальные эффекты:Ст.2.
Пиротехническое изделие — это изделие, предназначенное для получения требуемого эффекта с помощью горения (взрыва) пиротехнического состава.

## Классификация

### По сфере применения
В зависимости от назначения изделий и составов пиротехника применяется в следующих сферах:
- в военных целях (сигнальные ракетницы, светошумовые спецсредства, дымовые шашки);
- в промышленности (гражданские сигнальные средства, пироболты, железнодорожные петарды, пиропатроны для подушек безопасности);
- в развлекательных целях (фейерверочные изделия — петарды, бенгальские свечи, хлопушки, ракеты, фонтаны, салюты);
- в киноиндустрии для создания киносъемочных спецэффектов[4];
- в сельском хозяйстве (серные шашки, противоградовые ракеты);

К пиротехнике также относятся такие изделия как спички.

### Бытовое и техническое назначение
К изделиям бытового назначения относятся пиротехнические изделия, эксплуатации которых в соответствии с инструкцией по применению обеспечивает безопасность людей, имущества и окружающей среды.:Ст.2 Пиротехнические изделия бытового назначения не могут иметь класс опасности выше III класса.:п.1.3
К изделиям технического назначения относятся пиротехнические изделия, для применения которых требуются специальные знания и приспособления (устройства).:Ст.2

## Основные компоненты
Основными компонентами пиротехнических составов являются окислитель и  горючее вещество. Также  в состав вводят связующие (для придания спрессованным смесям необходимых механических свойств), флегматизаторы и стабилизаторы (для обеспечения безопасности при изготовлении и необходимого срока хранения), соли и органические красители (для получения окрашенного пламени и сигнальных дымов).
Окислители — вещества, которые могут отдавать кислород при повышенной температуре: хлораты, перхлораты, нитраты, сульфаты, перманганаты, хроматы, перекиси и оксиды некоторых металлов (Fe3O4, MnO2). Во многих пиротехнических составах горючее сгорает как при участии кислорода, образующегося при разложении окислителя, так и благодаря кислороду воздуха.
Горючие вещества — вещества, которые способны при определённых условиях окисляться кислородом воздуха, или кислородом, отданным окислителем. Выделяют неорганические горючие вещества — металлические стружки (Al, Mg, Zr, Si, Fe, Sb, Zn, и сплавы Al-Mg, Al-Si и т. д.), сера, уголь, фосфор, сернистый фосфор, сульфиды, и органические — древесные стружки, смолы (идитол, бакелит, шеллак, канифоль, гуммиарабик, соли канифоли), масла (олифа, касторовое масло), углеводороды (нафталин, антрацен, вазелин, парафин, горный воск или озокерит, нефть, керосин), углеводы (виноградный, тростниковый сахар, крахмал, декстрин, целлюлоза).
Для создания разных цветов пламени  применяются соли различных металлов (бария — зелёный, стронция — красный, натрия — жёлтый, меди — синий, кальция — оранжевый).
Корпуса изделий изготавливаются из легких материалов, не дающих опасных осколков — картона, пластика.
Воспламенение пиротехнических изделий осуществляется воспламенительными составами и огнепроводным шнуром. Основным разрывным составом является порох.

## Термохимические свойства
Теплота сгорания пиротехнических составов составляет 1,2—8,4 кДж/г, температура горения — 400—3500 °С, скорость горения спрессованных составов — 0,5—20 мм/с (при давлении 1 атм).

## Пиротехнические изделия
Из фейерверочных изделий:

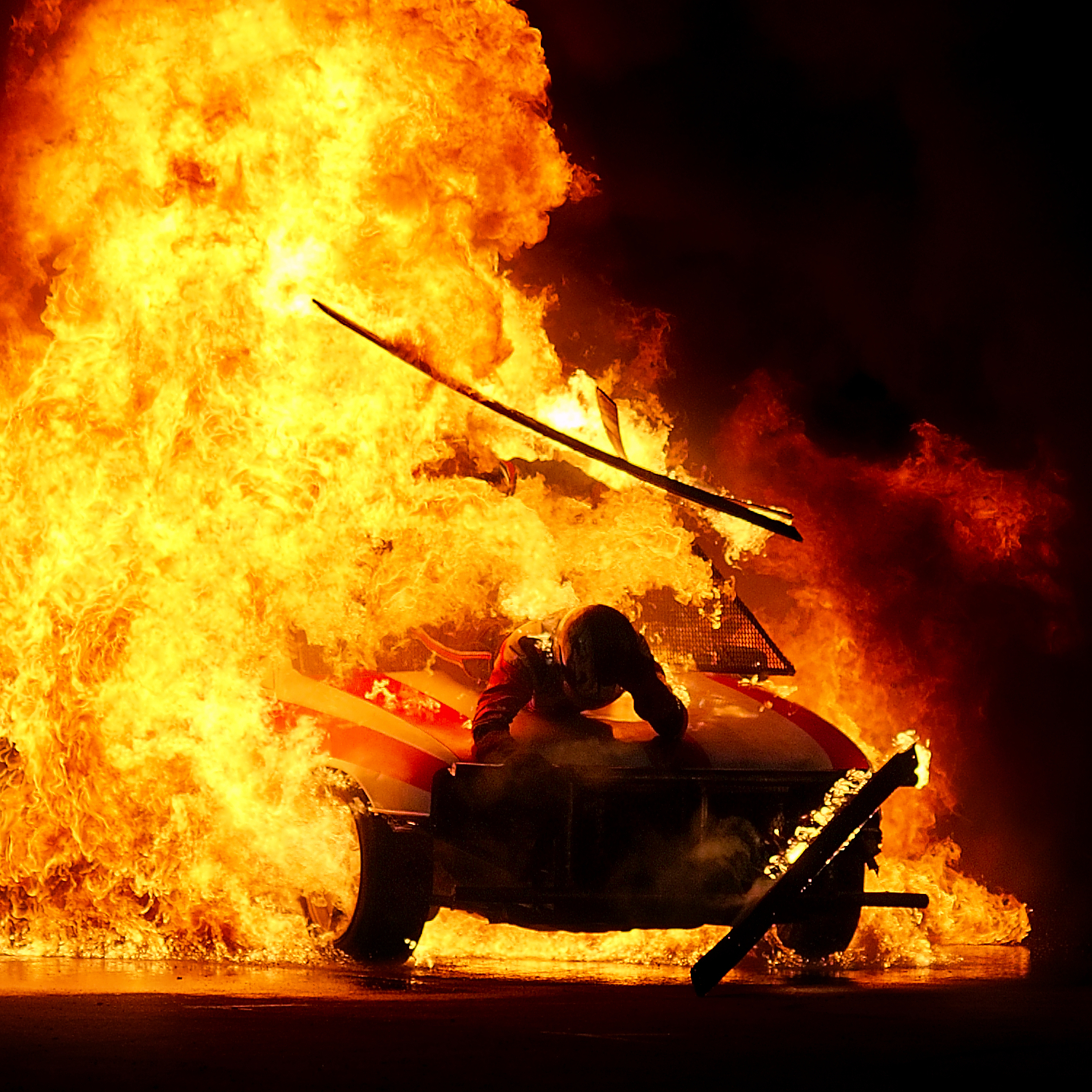
Пиротехнический трюк на выставке «Giant Auto Rodéo» в Бельгии.

- фонтаны выбрасывают столб искр иногда с дополнительными эффектами;
- китайское колесо (саксонское солнце) вертится на стержне, разбрасывая искры;
- помпфейер или римская свеча периодически с выстрелом выбрасывает шарики цветного огня;
- фигурная свеча горит цветным пламенем;
- ракеты плавно поднимаются, образуя шлейф искр, и выбрасывают сноп цветных шариков или разрываются в небе, разбрасывая звездки;
- батареи салютов объединяют в одном корпусе от семи до шестисот одиночных залпов, которые выстреливаются поочередно, разрываясь в небе салютом;
- фестивальные шары или миномёты запускаются по одному из специальной трубки (мортиры), разрываются в небе салютом;
- шлаги на известной высоте дают выстрел;
- бурак выбрасывает огненный сноп, светящийся от самой земли и до верхней точки подъема;
- дукеры и квекари, бегают и ныряют в воде, под конец производя выстрел;
- петарды производят простой хлопок;
- хлопушка с хлопком выбрасывает конфетти или серпантин;
- летающие фейерверки вращаясь, взлетают за счет подъемной силы крыльев.

Из специализированных/военных:
- ракетница (сигнальный пистолет) используется для подачи сигналов выстреливанием в небо сигнальной ракеты;
- фальшфейер используется для освещения местности и отдельных предметов или для подачи сигналов;
- взрывпакет имитирует разрывов мин, артиллерийских снарядов, гранат, применяется в армии на тактических занятиях и учениях, а также на киносъемках;
- дымовая шашка испускает дым для подачи сигналов, указания места посадки, маскировки объектов при выполнении манёвров, уничтожения сельскохозяйственных вредителей, борьбы с заморозками;
- железнодорожная петарда производит громкий хлопок для подачи звукового сигнала машинисту локомотива, применяется на ж/д транспорте;
- пироболт предназначен для рассоединения деталей какого-либо механизма без участия непосредственного человека-исполнителя;
- пиропатроны различных типов — электродетонаторы, предназначенные для разового срабатывания аварийных и одноразовых устройств (например — подушки безопасности в автомобиле, кранов баллонов системы автоматического пожаротушения в самолёте и т. д.), в военном деле (различные инициирующие заряды, например, перезарядка пушки ГШ-23 или подрыв блока с кодами системы госопознавания, и т. д.);
- шутиха — петарда или связка петард взрывающиеся несколько раз, используется для создания эффекта автоматной очереди.

## Регулирование
Применение, конструкция, использование, классификация по группам опасности пиротехники регулируется техническим регламентом Таможенного союза «О безопасности пиротехнических изделий». С 15 февраля 2012 в Таможенном союзе национальное законодательство регулирующее производство, перевозку, хранение, реализацию, эксплуатацию, утилизацию и правила идентификации пиротехнических изделий в целях защиты жизни и/или здоровья человека, имущества не действует. Допускается устанавливать дополнительные требования пожарной безопасности в соответствии с правилами пожарной безопасности согласно действующему законодательству государств — членов Таможенного союза.

### Надзор
Государственный надзор за процессами производства, реализации, хранения, эксплуатации и перевозки пиротехнических изделий требованиям технического регламента Таможенного союза осуществляется в соответствии с законодательством государств — членов Таможенного союза.
Пиротехнические изделия относятся к взрывчатым веществам, но регулируются иным законодательством.
Государственный надзор на стадии реализации соответствиям требований технического регламента Таможенного союза в процессе обращения осуществляется в соответствии с техническим регламентом в форме анализа (проверки) документации и визуального осмотра образца пиротехнических изделий.
Ежегодно при применении пиротехники происходят тысячи случаев травмирования, в том числе среди несовершеннолетних. Часто травмы связывают с нарушением мер безопасности или с использованием контрафактных изделий.